# ضامن اجرای عملی ۱۷۱۳

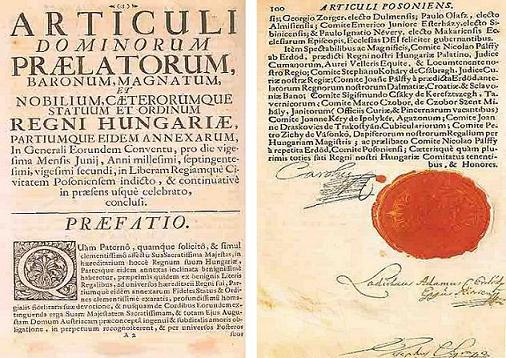

ضامن اجرای عملی ۱۷۱۳ (به انگلیسی: Pragmatic Sanction of 1713، فرانسوی: Pragmatique Sanction) فرمانی بود که کارل ششم، امپراتور مقدس روم را مطمئن می‌ساخت که آرشیدوشسی اتریش به دخترش ماریا ترزا به ارث خواهد رسید.
کارل ششم در ۱۷۰۳ با الیزابت کریستینه فن برانشوایگ-ولفنبوتل پیمان زناشویی بست، ولی آن دو دارای فرزند پسری نشدند تا آنجا که در ۱۷۱۱ کارل تنها عضو مَرد زندهٔ دودمان هابسبورگ بود. از برادر بزرگتر وی یوزف یکم نیز پسری برجای نمانده‌بود. همچنین به دلیل وجود قانون سالیک(قانونی که دختران را از به ارث بردن پادشاهی محروم می‌داشت)، کارل می‌بایست اقدامی نامعمول انجام دهد تا زمینه را برای به تخت نشینی یک زن از خاندان هابسبورگ فراهم آورد. دختر بزرگ او ماریا ترزا در ۱۷۱۷ زاده‌شد و بی‌درنگ از سوی کارل ششم به ولیعهدی رسید. این اقدام سبب‌ساز جنگ جانشینی اتریش گردید.